# Bezirk Rohrbach
Der Bezirk Rohrbach ist ein politischer Bezirk des Landes Oberösterreich.
Er ist der nördlichste Bezirk des Landes und gehört zum Mühlviertel.

## Geografie

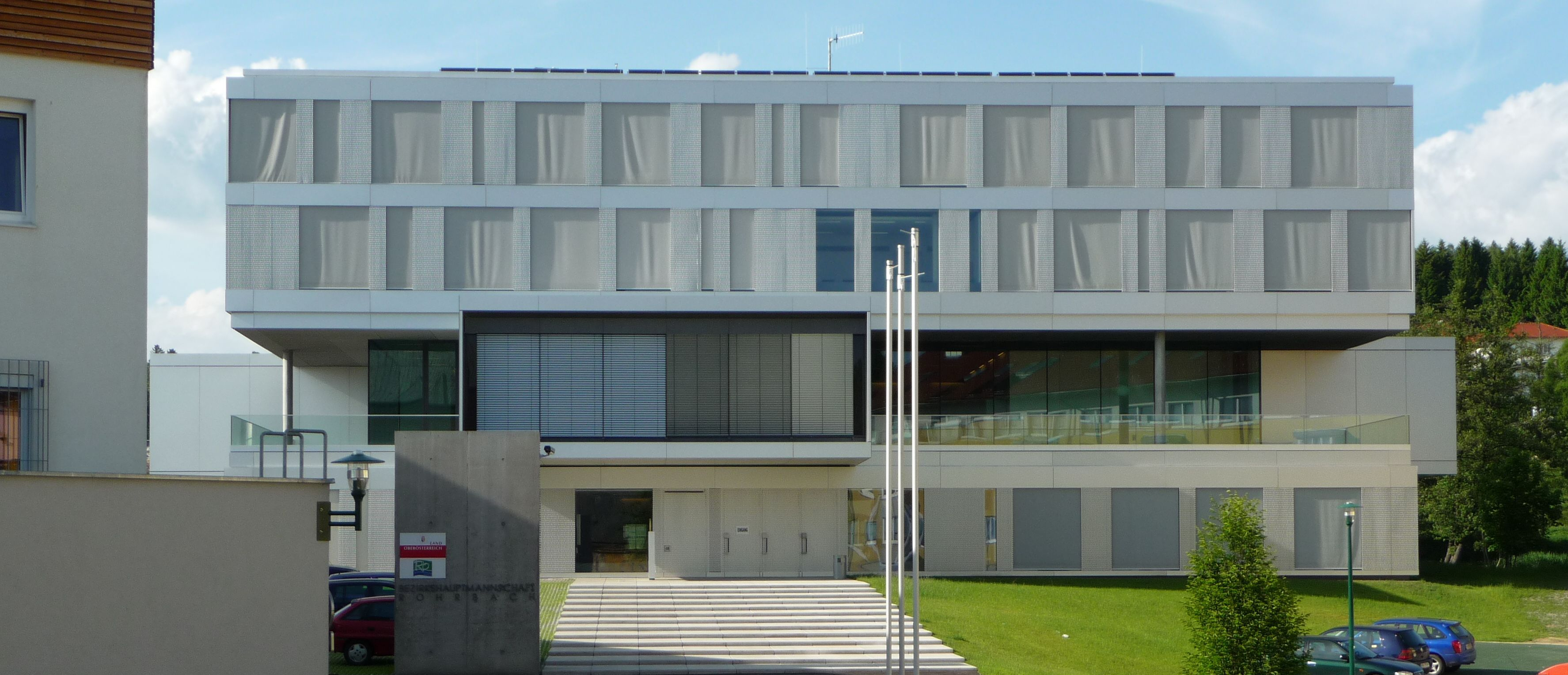
Das Gebäude der Bezirkshauptmannschaft Rohrbach

Der Bezirk grenzt im Westen an Deutschland und im Norden an Tschechien. Im Osten grenzt er an den Bezirk Urfahr-Umgebung, im Süden an die Bezirke Eferding, Grieskirchen und Schärding.
Sitz der Bezirksverwaltung ist die Stadt Rohrbach-Berg.
Die größte Fläche hat mit 56,91 km² die Marktgemeinde Ulrichsberg. Die einwohnerstärkste Gemeinde war bis 30. April 2015 die im Süden gelegene Marktgemeinde St. Martin im Mühlkreis. Seit 1. Mai 2015 hat die neue Gemeinde Rohrbach-Berg am meisten Einwohner.

## Geschichte
Der Bezirk Rohrbach entstand im Jahr 1868.
Mit 1. Mai 2015 wurden die Gemeinden Aigen im Mühlkreis und Schlägl zur neuen Marktgemeinde Aigen-Schlägl sowie Berg bei Rohrbach und Rohrbach in Oberösterreich zur neuen Stadtgemeinde Rohrbach-Berg vereinigt.
Mit 1. Jänner 2018 wurde die Gemeinde Schönegg Teil der Gemeinde Vorderweißenbach, das ehemalige Gemeindegebiet wurde damit Teil des Bezirks Urfahr-Umgebung.
Mit 1. Jänner 2019 wurden die Gemeinden St. Stefan am Walde und Afiesl zur neuen Gemeinde St. Stefan-Afiesl fusioniert und die Gemeinde Ahorn nach Helfenberg eingemeindet.

## Angehörige Gemeinden

Gemeinden des Bezirks Rohrbach

Der Bezirk hat eine Fläche von 817,58 km² und umfasst seit 2019 37 Gemeinden, darunter eine Stadt sowie 15 Marktgemeinden.
Die Einwohnerzahlen sind vom 1. Jänner 2024.
| Gemeinde                    | Lage | Ew    | km²   | Ew / km² | Gerichtsbezirk | Region | Typ             | Foto | Metadaten         |
| --------------------------- | ---- | ----- | ----- | -------- | -------------- | ------ | --------------- | ---- | ----------------- |
| Aigen-Schlägl               |      | 3.267 | 45,99 | 71       | Rohrbach       |        | Markt- gemeinde | ja   | Gem.Kennz.: 41343 |
| Altenfelden                 |      | 2.293 | 26,36 | 87       | Rohrbach       |        | Markt- gemeinde | ja   | Gem.Kennz.: 41304 |
| Arnreit                     |      | 1.187 | 20,35 | 58       | Rohrbach       |        | Gemeinde        | ja   | Gem.Kennz.: 41305 |
| Atzesberg                   |      | 449   | 12,72 | 35       | Rohrbach       |        | Gemeinde        | nein | Gem.Kennz.: 41306 |
| Auberg                      |      | 603   | 12,52 | 48       | Rohrbach       |        | Gemeinde        | ja   | Gem.Kennz.: 41307 |
| Haslach an der Mühl         |      | 2.590 | 12,42 | 209      | Rohrbach       |        | Markt- gemeinde | ja   | Gem.Kennz.: 41309 |
| Helfenberg                  |      | 1.574 | 24,67 | 64       | Rohrbach       |        | Gemeinde        | ja   | Gem.Kennz.: 41345 |
| Hofkirchen im Mühlkreis     |      | 1.540 | 22,68 | 68       | Rohrbach       |        | Markt- gemeinde | ja   | Gem.Kennz.: 41312 |
| Hörbich                     |      | 420   | 11,22 | 37       | Rohrbach       |        | Gemeinde        | ja   | Gem.Kennz.: 41311 |
| Julbach                     |      | 1.517 | 21,73 | 70       | Rohrbach       |        | Gemeinde        | ja   | Gem.Kennz.: 41313 |
| Kirchberg ob der Donau      |      | 1.070 | 21,33 | 50       | Rohrbach       |        | Gemeinde        | ja   | Gem.Kennz.: 41314 |
| Klaffer am Hochficht        |      | 1.358 | 28,02 | 48       | Rohrbach       |        | Gemeinde        | ja   | Gem.Kennz.: 41315 |
| Kleinzell im Mühlkreis      |      | 1.721 | 16,15 | 107      | Rohrbach       |        | Gemeinde        | ja   | Gem.Kennz.: 41316 |
| Kollerschlag                |      | 1.550 | 17,46 | 89       | Rohrbach       |        | Markt- gemeinde | ja   | Gem.Kennz.: 41317 |
| Lembach im Mühlkreis        |      | 1.512 | 7,98  | 189      | Rohrbach       |        | Markt- gemeinde | ja   | Gem.Kennz.: 41318 |
| Lichtenau im Mühlkreis      |      | 475   | 9,92  | 48       | Rohrbach       |        | Gemeinde        | nein | Gem.Kennz.: 41319 |
| Nebelberg                   |      | 642   | 9,18  | 70       | Rohrbach       |        | Gemeinde        | nein | Gem.Kennz.: 41320 |
| Neufelden                   |      | 1.205 | 9,81  | 123      | Rohrbach       |        | Markt- gemeinde | ja   | Gem.Kennz.: 41321 |
| Neustift im Mühlkreis       |      | 1.489 | 20,42 | 73       | Rohrbach       |        | Gemeinde        | ja   | Gem.Kennz.: 41329 |
| Niederkappel                |      | 988   | 22,44 | 44       | Rohrbach       |        | Gemeinde        | ja   | Gem.Kennz.: 41322 |
| Niederwaldkirchen           |      | 1.873 | 28,21 | 66       | Rohrbach       |        | Markt- gemeinde | ja   | Gem.Kennz.: 41323 |
| Oberkappel                  |      | 753   | 12,20 | 62       | Rohrbach       |        | Markt- gemeinde | ja   | Gem.Kennz.: 41324 |
| Oepping                     |      | 1.544 | 22,99 | 67       | Rohrbach       |        | Gemeinde        | ja   | Gem.Kennz.: 41325 |
| Peilstein im Mühlviertel    |      | 1.572 | 23,29 | 67       | Rohrbach       |        | Markt- gemeinde | ja   | Gem.Kennz.: 41326 |
| Pfarrkirchen im Mühlkreis   |      | 1.395 | 31,15 | 45       | Rohrbach       |        | Gemeinde        | ja   | Gem.Kennz.: 41327 |
| Putzleinsdorf               |      | 1.542 | 22,12 | 70       | Rohrbach       |        | Markt- gemeinde | ja   | Gem.Kennz.: 41328 |
| Rohrbach-Berg               |      | 5.295 | 37,90 | 140      | Rohrbach       |        | Stadt- gemeinde | ja   | Gem.Kennz.: 41344 |
| Sankt Johann am Wimberg     |      | 1.022 | 19,77 | 52       | Rohrbach       |        | Gemeinde        | ja   | Gem.Kennz.: 41331 |
| Sankt Martin im Mühlkreis   |      | 3.818 | 34,85 | 110      | Rohrbach       |        | Markt- gemeinde | ja   | Gem.Kennz.: 41332 |
| Sankt Oswald bei Haslach    |      | 510   | 8,12  | 63       | Rohrbach       |        | Gemeinde        | ja   | Gem.Kennz.: 41333 |
| Sankt Peter am Wimberg      |      | 1.749 | 23,35 | 75       | Rohrbach       |        | Markt- gemeinde | ja   | Gem.Kennz.: 41334 |
| St. Stefan-Afiesl           |      | 1.109 | 27,62 | 40       | Rohrbach       |        | Gemeinde        | nein | Gem.Kennz.: 41346 |
| Sankt Ulrich im Mühlkreis   |      | 714   | 15,36 | 46       | Rohrbach       |        | Gemeinde        | nein | Gem.Kennz.: 41336 |
| Sankt Veit im Mühlkreis     |      | 1.331 | 16,24 | 82       | Rohrbach       |        | Gemeinde        | ja   | Gem.Kennz.: 41337 |
| Sarleinsbach                |      | 2.248 | 36,84 | 61       | Rohrbach       |        | Markt- gemeinde | ja   | Gem.Kennz.: 41338 |
| Schwarzenberg am Böhmerwald |      | 582   | 27,29 | 21       | Rohrbach       |        | Gemeinde        | ja   | Gem.Kennz.: 41341 |
| Ulrichsberg                 |      | 2.872 | 56,91 | 50       | Rohrbach       |        | Markt- gemeinde | ja   | Gem.Kennz.: 41342 |

## Mittelpunkt
Der Flächenschwerpunkt des Bezirkes Rohrbach liegt in der Katastralgemeinde Götzendorf, Gemeinde Oepping (⊙).

## Bevölkerungsentwicklung
Daten inklusive der ehemaligen Gemeinde Schönegg (= Gebietsstand 2017).